# 27 juillet dans les chemins de fer
27 juin 27 août
Chronologies thématiques
- Croisades
- Sports
- Disney

Cette page concerne les événements qui se sont déroulés un 27 juillet dans les chemins de fer.

## Événements

### XIXesiècle
- 1857 : en Empire d'Autriche, ouverture de la ligne Ljubljana-Trieste (144 km), dernier tronçon du Südbahn, ligne reliant au plus court Vienne à la mer.

### XXesiècle
- 1903 : en Empire ottoman, la construction de la ligne Constantinople-Bagdad (une section du chemin de fer Berlin-Bagdad), qui provoquera de vives tensions internationales et sera une des causes de la Première Guerre mondiale, commence dans l'actuelle Turquie.

Schéma des remaniements des lignes 8, 10 et 14 du métro de Paris

- Schéma des remaniements des lignes 8, 10 et 14 du métro de Paris 1937 : en France, d'importants remaniements sont effectués entre les lignes 8, 10 et 14 (actuelle 13) du métro de Paris : alors que la ligne 10 est prolongée à La Motte-Picquet - Grenelle et reprend une partie de la ligne 8, cette dernière est prolongée au sud à Balard. Le tronçon Duroc - Invalides voit désormais circuler des trains de la ligne 14, dans l'optique d'un futur raccordement avec la ligne 13.
- 1977 : en Tanzanie, création de la Tanzania Railways Corporation.

### XXIesiècle
- 2025 : en Allemagne, le déraillement d'un train au niveau de la ville de Riedlingen qui reliait Sigmaringen à Ulm avec 100 passagers à bord fait au moins 4 morts et 34 blessés[1].